# Mistrovství světa v rychlobruslení na jednotlivých tratích 2012
Mistrovství světa v rychlobruslení na jednotlivých tratích 2012 se konalo od 22. do 25. března 2012 v rychlobruslařské hale Thialf v nizozemském Heerenveenu. Jednalo se o 14. mistrovství světa v rychlobruslení na jednotlivých tratích.
Českou výpravu tvořily Karolína Erbanová (500 m, 1000 m, 1500 m) a Martina Sáblíková (3000 m, 5000 m; kvalifikovala se i na trať 1500 m, rozhodla se ale do závodu nenastoupit).
| Program                 | Program                             | Program                               | Program                                                     |
| ----------------------- | ----------------------------------- | ------------------------------------- | ----------------------------------------------------------- |
| 22. března              | 23. března                          | 24. března                            | 25. března                                                  |
| 1500 m muži 3000 m ženy | 1000 m muži 5000 m muži 1500 m ženy | 10 000 m muži 1000 m ženy 5000 m ženy | 500 m muži stíhací závod muži 500 m ženy stíhací závod ženy |

## Muži

### 500 metrů
Závodu se zúčastnilo 24 závodníků.
| Pořadí           | Jméno           | Země        | Čas 1       | Čas 2       | Celkový čas |
| ---------------- | --------------- | ----------- | ----------- | ----------- | ----------- |
| Zlatá medaile    | Mo Tche-pom     | Jižní Korea | 34,80 (1.)  | 34,84 (2.)  | 69,640      |
| Stříbrná medaile | Michel Mulder   | Nizozemsko  | 34,99 (5.)  | 34,66 (1.)  | 69,650      |
| Bronzová medaile | Pekka Koskela   | Finsko      | 34,87 (2.)  | 34,95 (4.)  | 69,820      |
| 4.               | Džódži Kató     | Japonsko    | 34,93 (4.)  | 35,07 (8.)  | 70,000      |
| 5.               | Tucker Fredicks | USA         | 35,06 (7.)  | 34,98 (5.)  | 70,040      |
| 6.               | Ronald Mulder   | Nizozemsko  | 35,22 (12.) | 34,85 (3.)  | 70,070      |
| 7.               | Mika Poutala    | Finsko      | 35,17 (10.) | 34,99 (6.)  | 70,160      |
| 8.               | Dmitrij Lobkov  | Rusko       | 34,87 (2.)  | 35,31 (14.) | 70,180      |
| 9.               | Jamie Gregg     | Kanada      | 35,03 (6.)  | 35,18 (11.) | 70,210      |
| 10.              | Júja Oikawa     | Japonsko    | 35,10 (8.)  | 35,17 (10.) | 70,270      |

### 1000 metrů
Závodu se zúčastnilo 24 závodníků.
| Pořadí           | Jméno             | Země        | Čas     |
| ---------------- | ----------------- | ----------- | ------- |
| Zlatá medaile    | Stefan Groothuis  | Nizozemsko  | 1:08,57 |
| Stříbrná medaile | Kjeld Nuis        | Nizozemsko  | 1:08,79 |
| Bronzová medaile | Shani Davis       | USA         | 1:08,83 |
| 4.               | Denny Morrison    | Kanada      | 1:09,04 |
| 5.               | Mo Tche-pom       | Jižní Korea | 1:09,09 |
| 6.               | Hein Otterspeer   | Nizozemsko  | 1:09,55 |
| 7.               | Jamie Gregg       | Kanada      | 1:09,73 |
| 8.               | Samuel Schwarz    | Německo     | 1:09,75 |
| 9.               | Alexej Jesin      | Rusko       | 1:09,84 |
| 10.              | Jevgenij Lalenkov | Rusko       | 1:09,94 |

### 1500 metrů
Závodu se zúčastnilo 24 závodníků.
| Pořadí           | Jméno               | Země       | Čas     |
| ---------------- | ------------------- | ---------- | ------- |
| Zlatá medaile    | Denny Morrison      | Kanada     | 1:46,44 |
| Stříbrná medaile | Ivan Skobrev        | Rusko      | 1:46,49 |
| Bronzová medaile | Håvard Bøkko        | Norsko     | 1:46,50 |
| 4.               | Shani Davis         | USA        | 1:46,64 |
| 5.               | Stefan Groothuis    | Nizozemsko | 1:46,65 |
| 6.               | Denis Juskov        | Rusko      | 1:46,81 |
| 7.               | Jonathan Kuck       | USA        | 1:46,83 |
| 8.               | Kjeld Nuis          | Nizozemsko | 1:47,06 |
| 9.               | Zbigniew Bródka     | Polsko     | 1:47,10 |
| 10.              | Konrad Niedźwiedzki | Polsko     | 1:47,12 |

### 5000 metrů
Závodu se zúčastnilo 24 závodníků.
| Pořadí           | Jméno             | Země       | Čas     |
| ---------------- | ----------------- | ---------- | ------- |
| Zlatá medaile    | Sven Kramer       | Nizozemsko | 6:13,87 |
| Stříbrná medaile | Bob de Jong       | Nizozemsko | 6:15,26 |
| Bronzová medaile | Jonathan Kuck     | USA        | 6:16,28 |
| 4.               | Jan Blokhuijsen   | Nizozemsko | 6:16,82 |
| 5.               | Alexis Contin     | Francie    | 6:21,44 |
| 6.               | Ivan Skobrev      | Rusko      | 6:24,05 |
| 7.               | Denis Juskov      | Rusko      | 6:24,74 |
| 8.               | Patrick Beckert   | Německo    | 6:26,25 |
| 9.               | Moritz Geisreiter | Německo    | 6:26,64 |
| 10.              | Bart Swings       | Belgie     | 6:28,07 |

### 10 000 metrů
Závodu se zúčastnilo 15 závodníků.
| Pořadí           | Jméno              | Země        | Čas      |
| ---------------- | ------------------ | ----------- | -------- |
| Zlatá medaile    | Bob de Jong        | Nizozemsko  | 12:53,91 |
| Stříbrná medaile | Jorrit Bergsma     | Nizozemsko  | 12:57,71 |
| Bronzová medaile | Jonathan Kuck      | USA         | 13:12,66 |
| 4.               | Moritz Geisreiter  | Německo     | 13:21,10 |
| 5.               | Håvard Bøkko       | Norsko      | 13:23,70 |
| 6.               | Bob de Vries       | Nizozemsko  | 13:25,74 |
| 7.               | Marco Weber        | Německo     | 13:28,44 |
| 8.               | Shane Dobbin       | Nový Zéland | 13:28,84 |
| 9.               | Alexej Baumgärtner | Německo     | 13:29,02 |
| 10.              | Alexis Contin      | Francie     | 13:29,92 |

### Stíhací závod družstev
Závodu se zúčastnilo osm týmů.
| Pořadí           | Tým                                                                     | Čas     |
| ---------------- | ----------------------------------------------------------------------- | ------- |
| Zlatá medaile    | Nizozemsko Sven Kramer, Koen Verweij, Jan Blokhuijsen                   | 3:41,43 |
| Stříbrná medaile | USA Shani Davis, Brian Hansen, Jonathan Kuck                            | 3:43,42 |
| Bronzová medaile | Rusko Ivan Skobrev, Denis Juskov, Jevgenij Lalenkov                     | 3:43,62 |
| 4.               | Kanada Denny Morrison, Mathieu Giroux, Lucas Makowsky                   | 3:44,38 |
| 5.               | Norsko Sverre Lunde Pedersen, Håvard Bøkko, Kristian Reistad Fredriksen | 3:46,33 |
| 6.               | Německo Patrick Beckert, Marco Weber, Robert Lehmann                    | 3:46,48 |
| 7.               | Jižní Korea I Sung-hun, Ko Pjong-uk, Ču Hjong-čun                       | 3:47,18 |
| 8.               | Polsko Zbigniew Bródka, Konrad Niedźwiedzki, Jan Szymański              | 3:47,72 |

## Ženy

### 500 metrů
Závodu se zúčastnilo 24 závodnic.
| Pořadí           | Jméno                 | Země        | Čas 1       | Čas 2       | Celkový čas |
| ---------------- | --------------------- | ----------- | ----------- | ----------- | ----------- |
| Zlatá medaile    | I Sang-hwa            | Jižní Korea | 38,03 (1.)  | 37,66 (1.)  | 75,690      |
| Stříbrná medaile | Jü Ťing               | Čína        | 38,32 (6.)  | 37,80 (2.)  | 76,120      |
| Bronzová medaile | Thijsje Oenemaová     | Nizozemsko  | 38,16 (2.)  | 38,12 (3.)  | 76,280      |
| 4.               | Heather Richardsonová | USA         | 38,27 (3.)  | 38,22 (4.)  | 76,490      |
| 5.               | Christine Nesbittová  | Kanada      | 38,28 (4.)  | 38,42 (7.)  | 76,700      |
| 6.               | Jenny Wolfová         | Německo     | 38,54 (10.) | 38,24 (5.)  | 76,780      |
| 7.               | Wang Pej-sing         | Čína        | 38,44 (7.)  | 38,36 (6.)  | 76,800      |
| 8.               | Karolína Erbanová     | Česko       | 38,30 (5.)  | 38,59 (10.) | 76,890      |
| 9.               | Margot Boerová        | Nizozemsko  | 38,47 (8.)  | 38,60 (11.) | 77,070      |
| 10.              | Maki Cudžiová         | Japonsko    | 38,49 (9.)  | 38,62 (12.) | 77,110      |

### 1000 metrů
Závodu se zúčastnilo 24 závodnic.
| Pořadí           | Jméno                 | Země       | Čas         |
| ---------------- | --------------------- | ---------- | ----------- |
| Zlatá medaile    | Christine Nesbittová  | Kanada     | 1:15,16     |
| Stříbrná medaile | Jü Ťing               | Čína       | 1:15,98     |
| Bronzová medaile | Margot Boerová        | Nizozemsko | 1:16,16     |
| 4.               | Heather Richardsonová | USA        | 1:16,30     |
| 5.               | Ireen Wüstová         | Nizozemsko | 1:16,33     |
| 6.               | Jekatěrina Šichovová  | Rusko      | 1:16,50 (3) |
| 7.               | Čang Chung            | Čína       | 1:16,50 (9) |
| 8.               | Brittany Boweová      | USA        | 1:17,12     |
| 9.               | Kali Christová        | Kanada     | 1:17,15     |
| 10.              | Jekatěrina Ajdovová   | Kazachstán | 1:17,35     |
|                  |                       |            |             |
| 15.              | Karolína Erbanová     | Česko      | 1:17,97     |

### 1500 metrů
Závodu se zúčastnilo 21 závodnic.
| Pořadí           | Jméno                 | Země       | Čas         |
| ---------------- | --------------------- | ---------- | ----------- |
| Zlatá medaile    | Christine Nesbittová  | Kanada     | 1:56,07     |
| Stříbrná medaile | Ireen Wüstová         | Nizozemsko | 1:56,40     |
| Bronzová medaile | Linda de Vriesová     | Nizozemsko | 1:57,08     |
| 4.               | Cindy Klassenová      | Kanada     | 1:57,30     |
| 5.               | Jekatěrina Lobyševová | Rusko      | 1:58,13     |
| 6.               | Diane Valkenburgová   | Nizozemsko | 1:58,37     |
| 7.               | Jekatěrina Šichovová  | Rusko      | 1:58,48     |
| 8.               | Julija Skokovová      | Rusko      | 1:58,66     |
| 9.               | Miho Takagiová        | Japonsko   | 1:58,84     |
| 10.              | Natalia Czerwonková   | Polsko     | 1:58,88     |
|                  |                       |            |             |
| 14.              | Karolína Erbanová     | Česko      | 2:00,17 (6) |

### 3000 metrů
Závodu se zúčastnilo 24 závodnic.
| Pořadí           | Jméno                  | Země       | Čas         |
| ---------------- | ---------------------- | ---------- | ----------- |
| Zlatá medaile    | Martina Sáblíková      | Česko      | 4:01,88     |
| Stříbrná medaile | Stephanie Beckertová   | Německo    | 4:04,09     |
| Bronzová medaile | Ireen Wüstová          | Nizozemsko | 4:04,87     |
| 4.               | Claudia Pechsteinová   | Německo    | 4:04,99     |
| 5.               | Linda de Vriesová      | Nizozemsko | 4:06,33     |
| 6.               | Cindy Klassenová       | Kanada     | 4:07,14     |
| 7.               | Jevgenija Dmitrijevová | Rusko      | 4:09,51     |
| 8.               | Diane Valkenburgová    | Nizozemsko | 4:09,53 (0) |
| 8.               | Brittany Schusslerová  | Kanada     | 4:09,53 (0) |
| 10.              | Olga Grafová           | Rusko      | 4:09,90     |

### 5000 metrů
Závodu se zúčastnilo 16 závodnic.
| Pořadí           | Jméno                     | Země        | Čas     |
| ---------------- | ------------------------- | ----------- | ------- |
| Zlatá medaile    | Martina Sáblíková         | Česko       | 6:50,46 |
| Stříbrná medaile | Stephanie Beckertová      | Německo     | 6:56,64 |
| Bronzová medaile | Claudia Pechsteinová      | Německo     | 7:04,01 |
| 4.               | Olga Grafová              | Rusko       | 7:10,22 |
| 5.               | Diane Valkenburgová       | Nizozemsko  | 7:13,61 |
| 6.               | Pak To-jong               | Jižní Korea | 7:13,74 |
| 7.               | Cindy Klassenová          | Kanada      | 7:14,19 |
| 8.               | Annouk van der Weijdenová | Nizozemsko  | 7:15,84 |
| 9.               | Jorien Voorhuisová        | Nizozemsko  | 7:16,21 |
| 10.              | Ajaka Kikučiová           | Japonsko    | 7:17,18 |

### Stíhací závod družstev
Závodu se zúčastnilo osm týmů.
| Pořadí           | Tým                                                                  | Čas     |
| ---------------- | -------------------------------------------------------------------- | ------- |
| Zlatá medaile    | Nizozemsko Ireen Wüstová, Diane Valkenburgová, Linda de Vriesová     | 2:59,70 |
| Stříbrná medaile | Kanada Brittany Schusslerová, Christine Nesbittová, Cindy Klassenová | 3:00,51 |
| Bronzová medaile | Polsko Natalia Czerwonková, Katarzyna Woźniaková, Luiza Złotkowská   | 3:03,32 |
| 4.               | Rusko Jekatěrina Lobyševová, Jekatěrina Šichovová, Julija Skokovová  | 3:03,45 |
| 5.               | Německo Stephanie Beckertová, Claudia Pechsteinová, Isabell Ostová   | 3:03,63 |
| 6.               | Jižní Korea I Ču-jon, No Son-jong, Kim Po-rum                        | 3:03,86 |
| 7.               | Japonsko Masako Hozumiová, Miho Takagiová, Ajaka Kikučiová           | 3:04,10 |
| 8.               | USA Jilleanne Rookardová, Heather Richardsonová, Maria Lambová       | 3:07,22 |

## Medailové pořadí zemí
| Pořadí | Země        | Zlato | Stříbro | Bronz | Celkem |
| ------ | ----------- | ----- | ------- | ----- | ------ |
| 1.     | Nizozemsko  | 5     | 5       | 4     | 14     |
| 2.     | Kanada      | 3     | 1       | 0     | 4      |
| 3.     | Česko       | 2     | 0       | 0     | 2      |
| 3.     | Jižní Korea | 2     | 0       | 0     | 2      |
| 5.     | Německo     | 0     | 2       | 1     | 3      |
| 6.     | Čína        | 0     | 2       | 0     | 2      |
| 7.     | USA         | 0     | 1       | 3     | 4      |
| 8.     | Rusko       | 0     | 1       | 1     | 2      |
| 9.     | Finsko      | 0     | 0       | 1     | 1      |
| 9.     | Norsko      | 0     | 0       | 1     | 1      |
| 9.     | Polsko      | 0     | 0       | 1     | 1      |